# سيسيل الكسندر
سيسيل الكسندر (بالإنجليزية: Cecil Alexander) هو مهندس معماري أمريكي، ولد في 14 مارس 1918 في أتلانتا في الولايات المتحدة، وتوفي بنفس المكان في 30 يوليو 2013.